# حراس المجرة 3
حراس المجرة 3 (بالانجليزية: Guardians of the Galaxy Vol. 3) هو فيلم أبطال خارقين أمريكي لعام 2023 يستند إلى فريق الأبطال الخارقين لـ مارفل كومكس "حراس المجرة" ، من إنتاج استديوهات مارفل ، وتوزيع استديوهات والت ديزني . إنه تكملة لـ حراس المجرة (2014) و حراس المجرة 2 (2017) ، والفيلم الثاني و الثلاثين في عالم مارفل السينمائي (MCU). كتبه وأخرجه جيمس غان ، ويضم طاقم الممثلين يتمثل في كريس برات ، زوي سالدانا ، ديف باتيستا ، كارين جيلان ، بوم كليمينتيف ، فين ديزل ، برادلي كوبر ، ويل بولتر ، شون غن ، تشاك إيوجي ، ليندا كارديليني ، ناثان فيليون ، و سيلفستر ستالون. في الفيلم ، ينطلق الحراس في مهمة لحماية روكيت (كوبر) من شخص يدعى "التطور العالي" (إيوجي).
صرّح غان في نوفمبر 2014 أن لديه أفكارًا أولية لفيلم ثالث وأخير من السلسلة ، وأعلن عودته للكتابة والإخراج في أبريل 2017. طردته ديزني من الفيلم في يوليو 2018 بعد ظهور منشورات مثيرة للجدل على تويتر ، لكن الاستوديو عكس قراره بحلول أكتوبر وأعاده. تم الكشف عن عودة غان علنًا في مارس 2019 ، مع استئناف الإنتاج بعد أن أكمل العمل مع دي على فيلم الفرقة الانتحارية (2021) والموسم الأول من مسلسل صانع السلام (2022). بدأ التصوير في نوفمبر 2021 في استوديوهات تريليث في أتلانتا ، جورجيا ، واستمر حتى مايو 2022.
عُرض فيلم "حراس المجرة الجزء الثالث" لأول مرة في ديزني لاند باريس في 22 أبريل 2023، وصدر في الولايات المتحدة في 5 مايو، كجزء من المرحلة الخامسة من عالم مارفل السينمائي. ومثل الأجزاء السابقة، حقق نجاحًا نقديًا وتجاريًا، واعتبره الكثيرون خاتمة مرضية للثلاثية. وحقق إيرادات تجاوزت 845.6 مليون دولار عالميًا، ليصبح رابع أعلى فيلم إيرادات في عام 2023. وفي حفل توزيع جوائز الأوسكار السادس والتسعين، رُشِّح الفيلم لجائزة أفضل مؤثرات بصرية.

## القصة
في مقرهم الجديد في ناووار ، تعرض حراس المجرة لهجوم من قبل آدم ، المحارب السيادي الذي أنشأته كاهنتهم الكبرى عائشة. بعد إصابة آدم بجروح خطيرة لروكيت ، طعنته نيبيولا وهرب. لم يستطيع الحراس أن يشفوا جروح روكيت بعبواتهم الطبية بسبب مفتاح قتل مدمج فيه بواسطة أورغوكورب ، وهي شركة يديرها عالم مجنون ومبدع روكيت ، يدعى التكور العالي . يسافر الحراس إلى مقر أورغوكورب للعثور على رمز تجاوز التبديل وإنقاذ حياة روكيت.
عندما يفقد روكيت الوعي ، يتذكر ماضيه. كطفل راكون ، تم تجربته من قبل التطور العالي ، الذي سعى إلى تعزيز وتجسيد أشكال حياة الحيوانات لإنشاء مجتمع مثالي يسمى كونتر ايرث. صادق روكيت زملائه المشاركين في اختبار باتش 89: ثعلب الماء ليلا ، و تيفس حصان البحر ، و فلور الارنب. أُعجب صاحب التطور العالي بذكاء روكيت سريع النمو ولكنه أصبح غاضبًا بمجرد أن تجاوز ذكاءه. استخدم التقدم العالي روكيت لإتقان إبداعات الحيوانات الخاصة به ، ثم خطط لحصاد دماغ روكيت لإجراء مزيد من البحث وإبادة الدفعة القديمة 89. حرر روكيت أصدقائه ، لكن التقدم العالي قتل ليلا. غاضبًا ، قاتل روكيت التقدم العالي ، لكن أتباعه قتلوا تيفس وفلور خلال معركة بالأسلحة النارية مع روكيت ، قبل أن يفر الأخير من كنتر ايرث في مركبة فضائية.
في الوقت الحاضر ، تساعد عائلة الرافاجرز ، بقيادة نسخة بديلة من جامورا ، الحراس في التسلل إلى أورغوكورب. لقد استعادوا ملف روكيت لكنهم اكتشفوا أنه تمت إزالة الشفرة ، مع كون الجاني المحتمل هو ثيل ، أحد مستشاري التقدم العالي. غادر الحراس ، مع جامورا ، إلى كنتر ارث للعثور عليه. ويتبعهم عائشة وآدم بعد ان هدد مبتكر عرقهم التقدم العالي بالقضاء على الكوكب إذا فشلوا في استعادة روكيت. يصل الحراس إلى كنتر ارث ويتم إرشادهم إلى مجمع ارث المخبري. يبقى دراكس و مانتيس مع جامورا و روكيت بينما يسافر بيتر كويل و جروت و نبيولا إلى أريت.
يُجبر الحراس نيبيولا على الانتظار في الخارج بينما يدخل كويل وغروت إلى أريت ، بينما يخدع دراكس مانتيس لملاحقة مجموعة كويل. تنقذ جامورا روكيت من القبض عليه من قبل آدم وخنزير الحرب الحارس للتطور العالي. ردا على سؤال من قبل كويل ، اعترف التقدم العالي بخيبة الأمل من مجتمع الحيوانات أنيمن غير الكامل. يدمر كنتر ارث ، ويقتل الانيمان و عائشة.
تغادر أريث كسفينة فضائية ، مع صعود نيبيولا و دراكس و مانتيس لإنقاذ كويل و غروت ، اللذين يهربان بدلاً من أريت مع ثيل ، ويستعيدان الرمز من جثته قبل أن تنقذهما جامورا في سفينتهما. بالرغم أن مجموعة كويل تستخدم الرمز ، فإن روكيت بدلاً من ذلك يكاد يموت ، حيث يجتمع مع أصدقائه. وأخبرته لييلا أن وقته لم يحن بعد حيث يستخدم كويل الرمز لتعطيل مفتاح القفل وإعادة تشغيل قلب روكيت.
يواجه الباقون مئات من الأطفال المصابين بالهندسة الوراثية على جزيرة أريث قبل أسرهم. ينظم الحراس الآخرون مهمة إنقاذ ، مما يؤدي إلى معركة ضد قوات التطور العالي. كراغلين يطلق النار على أريث مع ناووار ، ويقضي على أريت ؛ قام لاحقًا بإنقاذ مواطني نووار من هجوم. عازمًا على التراجع ، تمرد طاقم التقدم العالي ، لكنه قتلهم. يواجه دراكس و نيبيولا و مانتيس ثلاثة من الابيليسكس الوحشي ويصادقونهم للهروب وتم لم شمل مجموعة كويل. قام الحراس بتأخير مغادرة أريت ، واختاروا إنقاذ الأطفال ، الذين يهربون إلى نووار عبر نفق كوسمو عن بُعد الذي يربط بين نووار و أريت.
يكتشف روكيت الحيوانات المسجونة على متن السفينة قبل أن يهاجمها صاحب التطور العالي ، لكن الحراس الآخرين يساعدون في إخضاعه ، وينقذه روكيت. ينقذ الحراس الحيوانات لتعرفهم. كاد يموت كويل وهو يحاول العبور لكن آدم أنقذه ، الذي غير رأيه بعد أن أنقذه جروت من أريت.
في أعقاب ذلك ، قرر كويل ترك الحراس ، معتبرا روكيت قبطانًا ؛ يسافر كويل إلى الأرض ليلتقي بجده جايسون. تنطلق مانتيس في رحلة لاكتشاف الذات مع أبيليكس ، وتلتقي جامورا مرة أخرى مع الرافاجرز ، ويبقى نيبيولا و دراكس على موقع نووار لتربية الأطفال الذين تم إنقاذهم.
في مشهد منتصف الاعتمادات ، يقوم فريق الحراس الجدد ، المكون من روكيت و جروت و كراغلين و كوسمو و أدم و فايلا (أحد الأطفال الذين تم إنقاذهم) و حيوان أدم ، بمهمة جديدة.

## شباك التذاكر
حقق فيلم "حراس المجرة الجزء الثالث" إيرادات بلغت 358.9 مليون دولار في الولايات المتحدة وكندا، و486.6 مليون دولار في مناطق أخرى، بإجمالي عالمي قدره 845.6 مليون دولار. وقد حسب موقع دادلاين هوليوود صافي ربح الفيلم بمبلغ 124 مليون دولار، عند احتساب جميع النفقات والإيرادات معًا.
في الولايات المتحدة وكندا، كان من المتوقع أن يحقق فيلم "حراس المجرة الجزء الثالث" إيرادات تبلغ حوالي 110 ملايين دولار من 4450 دار عرض في عطلة نهاية الأسبوع الافتتاحية. حقق الفيلم 48.2 مليون دولار في يومه الأول، بما في ذلك 17.5 مليون دولار من معاينات ليلة الخميس. واستمر في عرضه لأول مرة محققًا 118.4 مليون دولار، متصدرًا شباك التذاكر. في عطلة نهاية الأسبوع الثانية، فيلم "حراس المجرة الجزء الثالث" احتفظ بالمركز الأول في شباك التذاكر بإيرادات بلغت 62 مليون دولار، بانخفاض قدره 48% عن عطلة نهاية الأسبوع الافتتاحية وأفضل احتفاظ في عطلة نهاية الأسبوع الثانية لأي جزء ثانٍ في عالم مارفل السينمائي، وانخفاض أصغر بشكل ملحوظ في عطلة نهاية الأسبوع الثانية من تلك التي صدرت مؤخرًا .

## الاستقبال النقدي
أفاد موقع تجميع المراجعات "روتن توميتوز" بنسبة موافقة بلغت 82% بناءً على 404 مراجعة، بمتوسط تقييم 7.2/10. وجاء إجماع نقاد الموقع على النحو التالي: "عناق جماعي مجري قد يكون مُحبطًا بعض الشيء، الجزء الأخير من "حراس المجرة" هو بمثابة تحية أخيرة مُحببة لعائلة عالم مارفل السينمائي الأكثر تنوعًا". على موقع ميتاكريتيك، حصل الفيلم على متوسط تقييم 64 من 100، بناءً على 63 ناقدًا، مما يُشير إلى "مراجعات إيجابية بشكل عام". منح الجمهور الذي استطلعت آراءه "سينما سكور" الفيلم متوسط تقييم "A" على مقياس من A+ إلى F، وهو نفس تقييم فيلمي "حراس المجرة" السابقين، بينما أفاد موقع بوست تراك أن رواد السينما منحوا الفيلم تقييمًا إيجابيًا بنسبة 91%، حيث قال 79% إنهم يُوصون به بالتأكيد.

## روابط خارجية
- حراس المجرة 3 على موقع IMDb (الإنجليزية)
- حراس المجرة 3 على موقع ميتاكريتيك (الإنجليزية)
- حراس المجرة 3 على موقع روتن توميتوز (الإنجليزية)
- حراس المجرة 3 على موقع ألو سيني (الفرنسية)
- حراس المجرة 3 على موقع أول موفي (الإنجليزية)
- حراس المجرة 3 على موقع فيلمافينيتي (الإسبانية)
- حراس المجرة 3 على موقع قاعدة بيانات الأفلام السويدية (السويدية)
- حراس المجرة 3 على موقع قاعدة بيانات الفيلم (الإنجليزية)
- حراس المجرة 3 على موقع ليتربوكسد (الإنجليزية)
- حراس المجرة 3 على موقع كينوبويسك (الروسية)